# Karel Vejmelka
Karel Vejmelka (* 25. Mai 1996 in Třebíč) ist ein tschechischer Eishockeytorwart, der seit Juni 2024 bei den Utah Mammoth in der National Hockey League (NHL) unter Vertrag steht. Zuvor war er drei Jahre für die Arizona Coyotes aktiv, nachdem er im NHL Entry Draft 2015 an 145. Position von den Nashville Predators ausgewählt worden war. Mit der tschechischen Nationalmannschaft gewann er die Goldmedaille bei der Weltmeisterschaft 2024.

## Karriere

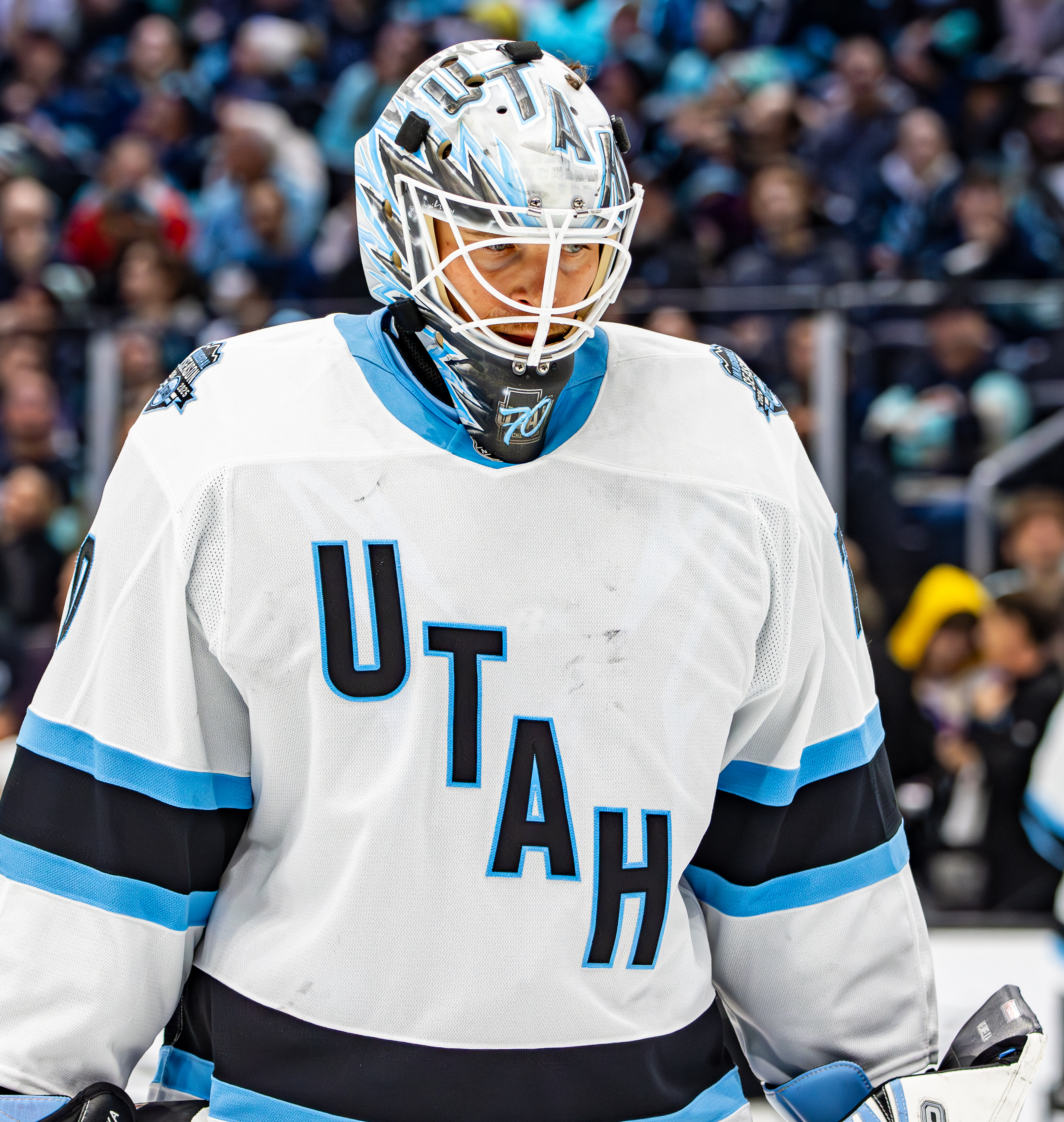
Vejmelka im Trikot des Utah Hockey Club (2024)

Karel Vejmelka wurde in Třebíč geboren und durchlief dort die Nachwuchsabteilungen des SK Horácká Slavia Třebíč. Zur Saison 2012/13 wechselte er in den Nachwuchs des HC Pardubice, für dessen Herrenteam er in der Saison 2014/15 zu seinem Debüt in der Extraliga kam, der höchsten Spielklasse seines Heimatlandes. Vorerst lief er jedoch weiterhin, bis zur Saison 2018/19, leihweise für seinen Ausbildungsverein SK Horácká Slavia Třebíč auf, in der zweithöchsten Spielklasse, der 1. Liga. Innerhalb der Extraliga wechselte der Torhüter Ende 2015 von Pardubice zum HC Kometa Brno, wo er im weiteren Verlauf zum Stammtorwart aufstieg und mit dem Team in den Jahren 2017 und 2018 die tschechische Meisterschaft gewann. Zudem lief er in dieser Zeit kurzzeitig leihweise für den HC Dukla Jihlava auf.
Letztlich war Vejmelka von 2015 bis 2021 in Brno aktiv, als er im Mai 2021 einen Einjahresvertrag bei den Arizona Coyotes in der National Hockey League (NHL) unterzeichnete. Zuvor war er im NHL Entry Draft 2015 an 145. Position von den Nashville Predators berücksichtigt worden, bei denen jedoch kein Vertrag zustande kam und die Rechte an ihm in der Zwischenzeit verfallen waren. Obwohl der Tscheche initial für die Tucson Roadrunners als AHL-Farmteam geplant war, erspielte er sich im Rahmen der Vorbereitung der Saison 2021/22 einen Stammplatz im NHL-Aufgebot der Coyotes und setzte sich dabei vor allem gegen Scott Wedgewood und seinen Landsmann Josef Kořenář durch. Nach 52 Einsätzen verlängerten die Coyotes seinen Vertrag im Sommer 2022 um weitere drei Jahre, wobei er ein durchschnittliches Jahresgehalt von 2,725 Millionen US-Dollar beziehen soll.
Den Vertrag erfüllte Vejmelka allerdings im weiteren Verlauf nicht in Arizona, da die Coyotes im Sommer 2024 kurzfristig nach Salt Lake City umgesiedelt wurden und dort vorerst als Utah Hockey Club firmieren. Im März 2025 unterzeichnete er einen Fünfjahresvertrag beim Utah HC, der ihm mit Beginn der Saison 2025/26 ein durchschnittliches Jahresgehalt von 4,75 Millionen US-Dollar einbringen soll. Das Team erhielt indes im Mai 2025 den Beinamen Mammoth.

### International
Auf internationaler Ebene debütierte Vejmelka im Rahmen des Europäischen Olympischen Winter-Jugendfestivals 2013, verblieb jedoch im weiteren Verlauf im Juniorenbereich ohne Einsatz bei einem größeren Turnier. Dennoch gewann er dabei (hinter Vítek Vaněček) mit der U18-Auswahl die Silbermedaille bei der U18-Weltmeisterschaft 2014.
Mit seinem Wechsel nach Nordamerika gehörte er bei den Weltmeisterschaften 2022, 2023 und 2024 erstmals bei einem größeren Turnier zum Aufgebot der A-Nationalmannschaft seines Heimatlandes. Dort errang er mit dem Team 2022 die Bronzemedaille und 2024 den Weltmeistertitel, wobei er bei der Goldmedaille erneut (hinter Lukáš Dostál und Petr Mrázek) ohne Einsatzminute verblieb.

## Erfolge und Auszeichnungen
- 2017 Tschechischer Meister mit dem HC Kometa Brno
- 2018 Tschechischer Meister mit dem HC Kometa Brno

### International
- 2014 Silbermedaille bei der U18-Weltmeisterschaft
- 2022 Bronzemedaille bei der Weltmeisterschaft
- 2024 Goldmedaille bei der Weltmeisterschaft

## Karrierestatistik
Stand: Ende der Saison 2024/25

### International
Vertrat Tschechien bei:
| - Europäisches Olympisches Winter-Jugendfestival 2013 - U18-Weltmeisterschaft 2014 - Weltmeisterschaft 2022 | - Weltmeisterschaft 2023 - Weltmeisterschaft 2024 - Weltmeisterschaft 2025 |

(Legende zur Torhüterstatistik: GP oder Sp = Spiele insgesamt; W oder S = Siege; L oder N = Niederlagen; T oder U oder OT = Unentschieden oder Overtime- bzw. Shootout-Niederlage; Min. = Minuten; SOG oder SaT = Schüsse aufs Tor; GA oder GT = Gegentore; SO = Shutouts; GAA oder GTS = Gegentorschnitt; Sv% oder SVS% = Fangquote; EN = Empty Net Goal; 1 Play-downs/Relegation; Kursiv: Statistik nicht vollständig)